# Christmas Portrait
Christmas Portrait varit ett julalbum av The Carpenters, släppt den 13 oktober 1978. Det sålde en miljon exemplar.

## Låtlista
1. It Came Upon a Midnight Clear - 0:41
2. Overture: Happy Holiday/The First Noel/March of the Toys/Little Jesus [medley] - 8:16
3. An Old-Fashioned Christmas - 2:11
4. The Christmas Waltz - 2:12
5. Sleigh Ride - 2:39
6. It's Christmas Time - 2:53
7. Have Yourself a Merry Little Christmas - 3:54
8. Santa Claus is Coming to Town - 1:05
9. The Christmas Song - 3:39
10. Carol of the Bells - 1:39
11. Merry Christmas Darling - 3:07
12. Christ is Born - 3:13
13. O Holy Night - 3:10
14. (There's No Place Like) Home for the Holidays - 2:36
15. Medley: Here Comes Santa Claus/Frosty the Snowman/Rudolph the Red-Nosed - 3:42
16. Winter Wonderland/Silver Bells/White Christmas - 5:28
17. Ave Maria - 2:34
18. Selections from "Nutcracker": Overture Miniature/Dance of the Sugar Pl - 5:27
19. Little Altar Boy - 3:43
20. I'll Be Home for Christmas - 3:49
21. Silent Night - 3:20